# 파드루
파드루(Padru, 갈루레세: Patru, 사르데냐어: Padru)는 이탈리아 사르데냐주 사사리도에 있는 코무네이다. 칼리아리에서 북쪽으로 약 180 킬로미터 (110 mi), 올비아에서 남쪽으로 약 15 킬로미터 (9 mi) 떨어진 곳에 위치해 있다. 2004년 12월 31일 기준 인구는 2,107명이고 면적은 130.2 제곱킬로미터 (50.3 mi2)이다.
파드루 코무네에는 프라치오네 (주로 마을과 작은 촌락)인 소차, 쿠촐라, 사세라, 페드라 비안카, 비아시, 티리알추, 루두루, 소스 룬코스, 사스 에나스가 포함된다.
파드루는 다음 코무네와 접해 있다: 알라데이사르디, 로이리포르토산파올로, 올비아, 산 테오도로 (OT), 토르페, 로데, 비티 (이탈리아).